# Filip av Flandern

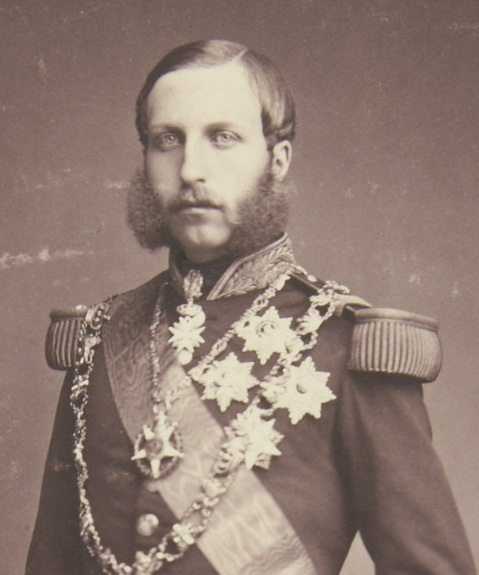
Filip av Flandern ca 1863.

Filip av Flandern, född Philippe Eugène Ferdinand Marie Clément Baudouin Léopold Georges 24 mars 1837 i Laeken, död 17 november 1905 i Bryssel, var en belgisk prins. 

## Biografi
Han var tredje son till Leopold I av Belgien och Marie Louise av Frankrike samt yngre bror till Leopold II av Belgien. Filip blev döv tidigt i livet.
Filip valdes 1866 till furste av Rumänien, men avböjde erbjudandet. Då äldre brodern, kung Leopold II:s ende son avled 1867, blev Filip presumtiv tronföljare.
Filip av Flandern gifte sig 1867 med Maria av Hohenzollern-Sigmaringen (1845–1912), dotter till furst Karl Anton av Hohenzollern-Sigmaringen och Josephine av Baden, samt syster till bland andra Carol I av Rumänien.

## Barn
- Baudouin (1869–1891), död i lunginflammation
- Henriette (1870–1948) gift med hertigen av Vendome, Emanuel av Bourbon-Orléans
- Joséphine (1872–1958) gift med Karl Anton av Hohenzollern-Sigmaringen (1868–1919)
- Albert I (1875–1934)
- ytterligare ett barn, död i späd ålder

## Utmärkelser
- Storkors av Leopoldorden,  24 mars 1855
- Storkors av Sankt Stefansorden,  1857
- Storkors av Albrekt Björnens husorden,  1874
- Andreasorden med svärd
- Riddare av Gyllene skinnets orden

[Redigera Wikidata]